# Seán Mac Stíofáin
Seán Mac Stíofáin (nascut John Edward Drayton Stephenson, 17 de febrer de 1928 - 18 de maig de 2001) fou un cap de l'Estat Major de l'IRA Provisional entre 1969 i 1972.

## Infantesa
Tot i que emprà la forma gaèlica del seu nom en la seva vida adulta Mac Stíofáin naixé amb el nom de John Edward Drayton Stephenson a Leytonstone, Londres, l'any 1928. Fou l'únic fill d'una família, el seu pare era anglès i treballava com a secretari d'un advocat i la seva mare era una londinenca descendent d'una família protestant nord-irlandesa de l'est de Belfast. Quan tenia set anys, la seva mare, d'ascendència irlandesa, li digué una frase que el marcà: "I'm Irish, therefore you're Irish… Don't forget it." ("Soc irlandesa, per tant tu ets irlandès… no ho oblidis."
La seva infantesa va estar marcada per l'alcoholèmia del seu pare i la mort de la seva mare quan tenia deu anys. Mac Stíofáin estudià a escoles catòliques, on va entrar en contacte amb estudiants irlandesos partidaris del Sinn Féin.
Deixà l'escola el 1944 quan tenia setze anys i començà a treballar al sector de la construcció, abans de ser reclutat per l'exèrcit de l'aire britànic (RAF) el 1945. Va assolir el rang de caporal. Després de deixar el RAF, va retornar a Londres on esdevingué cada cop més implicat amb organitzacions irlandeses dins de Gran Bretanya. Primer s'uní a la Lliga Gaèlica (Conradh na Gaeilge), una organització en defensa de la llengua i la cultura irlandeses. Més tard s'uní a la Lliga Antipartició Irlandesa (APL), una organització nord-irlandesa que lluitava per la reunificació d'Irlanda entre el 1945 i el 1958. Més tard es va unir al Sinn Féin i finalment l'any 1949 ajudà per organitzar una unitat de l'IRA.

## Inicis a l’IRA
El 25 de juliol de 1953, Mac Stíofáin va participar en la incursió armada a l'arsenal dels Officers' Training Corps (OTC) a (Essex). En el robatori, l'IRA va aconseguir més de 108 fusells, deu pistoles Bren i vuit pistoles Sten, dos morters i bombes de morter falses. La policia els va atrapar unes hores més tard, ja que la furgoneta que portava les armes robades anava tan sobrecarregada que no podia superar els 35 km per hora. El 19 d'agost de 1953, va ser sentenciat, juntament amb Cathal Goulding i Manus Canning, a vuit anys de presó. Durant el període previ al robatori va començar a aprendre les seves primeres paraules d'irlandès i més tard aconseguí parlar-lo amb fluïdesa.
El temps que passà a les presons de Wormwood Matollars i de Brixton, no només va aprendre unes nocions de grec dels presoners xipriotes de l'EOKA (una organització nacionalista xipriota grega que lluità per l'expulsió de les tropes del Regne Unit de l'illa, per l'autodeterminació i per la unió amb Grècia la segona meitat dels anys 50) sinó que també conegué "les realitats d'una campanya de guerrilla contra la dominació britànica".
Quan l'any 1959 se li va concedir la llibertat provisional, Mac Stíofáin va anar a la República d'Irlanda amb la seva dona i els seus fills i es van establir primer a Dublín, i més tard a Navan, on va començar a ser conegut per la versió irlandesa del seu nom. Contràriament del que molts apunten, aquesta no va ser la seva primera visita al país, ja que ja havia estat a Irlanda un mes abans de la batuda de Felsted l'any 1953. Va treballar com a venedor per una organització de llengua irlandesa. Va mantenir-se en actiu a l'IRA i va fer l'oració a Bodenstown el 1959. Catòlic acèrrim de tota la vida, estava incòmode amb la direcció política d'esquerra des de 1964 que el seu antic amic i cap de l'Estat Major de l'IRA, Cathal Goulding, estava portant a l'IRA. El 1966 Mac Stíofáin va ser nomenat director d'intel·ligència de l'IRA, on ca continuar la seva oposició a la línia de Goulding que estava guanyant suport entre la resta de membres. Malgrat la seva hostilitat amb la direcció d'esquerra, va destacar en les agitacions a Midleton en contra de l'arrendament de terreny, sigui prominent en agitacions en Midleton en contra terra-lloguer landlordism, en el Comitè d'Acció per a l'habitatge de Dublín i contra les compres estrangeres de terres de cultiu irlandeses al comtat de Meath, on es va traslladar amb la seva família el 1966.
Mac Stíofáin era un home alt i fort, no fumava ni bevia, i hom el considerava un home amb una personalitat força estoica. Era un catòlic devot i es va enfurismar amb un article de Roy Johnston al dirari United Irishman, que considerava "sectari" el fet que recités el rosari a commemoracions republicanes. Després d'això va ser suspès de l'IRA durant sis mesos, ja que rebutjà distribuir el diari.

## Lideratge de l'IRA Provisional
Quan una convenció especial de l'exèrcit de l'IRA va votar per retirar el principi d'abstencionisme el desembre de 1969, Mac Stíofáin, Dáithí Ó Conaill i Seamus Twomey juntament amb altres es van establir com a "Consell de l'Exèrcit Provisional" en previsió d'un Ardfheis del Sinn Féin conflictiu el 1970. En aquest sentit, la direcció marxista del Sinn Féin no va aconseguir la majoria requerida de dos terços necessària per tombar l'oposició constitucional del partit a les assemblees "particionistes". Això es va produir malgrat la dissolució de branques i comitès de districtes proabstencionistes.
Mac Stíofáin va ser nomenat posteriorment cap de gabinet del Consell de l'Exèrcit Provisional. Al Sinn Féin Árd Fheis de Dublín el 10 de gener de 1970, Mac Stíofáin va declarar des del podi que va jurar "fidelitat al Consell de l'Exèrcit Provisional" abans de dirigir la sortida dels membres descontents per formar el que seria el Sinn Féin Provisional. La divisió també va acabar amb l'amistat de Mac Stíofáin amb Cathal Goulding, que va passar a ocupar el càrrec de cap de gabinet de l'IRA oficial. Tot i que tots dos havien estat bons amics personals abans de la separació, Goulding va ser més tard mordaç amb "aquell irlandès anglès".
El "Consell de l'Exèrcit Provisional" en els mesos següents aconseguí la lleialtat de l'organització nacional de l'IRA, tret d'alguns casos aïllats (el de la Companyia IRA de la Lower Falls Road, Belfast, sota el comandament de Billy McMillen i altres petites unitats a Derry, Newry, Dublín i Wicklow). Els homes de Mac Stíofáin aviat van ser coneguts com l'IRA Provisional.
Amb el malnom "Mac el ganivet", Mac Stíofáin era un republicà dedicat a la "força física" que creia que la violència era l'únic mitjà per posar fi a la situació d'Irlanda del Nord com a part del Regne Unit. En la seva autobiografia, va exposar els objectius de l'IRA Provisional: passar de la "defensa de l'àrea" a la "defensa combinada i les represàlies" i després una "tercera fase del llançament d'una acció ofensiva total contra el sistema d'ocupació britànic". També va fer un relat detallat del seu desenvolupament de la tàctica del "franctirador d'un sol tret". Es diu que va participar en un atac fallit contra la RUC a l'estació de Crossmaglen l'agost de 1969.
La seva estratègia militar es va resumir amb les seves pròpies paraules per "escalate, escalate, escalate" ("intensificar, intensificar, intensificar") i, el 1972, l'any més cruent del conflicte amb diferència, l'IRA va matar uns 100 soldats britànics i va perdre 90 dels seus propis membres.
El 7 de juliol de 1972, Mac Stíofáin va dirigir una delegació de l'IRA a una reunió secreta amb membres del govern britànic, encapçalada pel secretari d'Estat per a Irlanda del Nord, William Whitelaw, al Cheyne Walk de Londres. Altres líders de l'IRA presents van ser Dáithí Ó Conaill, Martin McGuinness, Gerry Adams, Seamus Twomey i Ivor Bell. Al capdavant de la delegació, Mac Stíofáin va explicar les tres demandes bàsiques dels Provisionals: (1) El futur d'Irlanda el decidiran els irlandesos en conjunt; (2) una declaració d'intencions del govern britànic de retirar-se d'Irlanda del Nord el gener de 1975; i (3) l'alliberament incondicional de tots els presos polítics.
Els britànics van afirmar que això era impossible a causa del compromís que havien pres amb els unionistes. Les converses van acabar en un fracàs i, com va assenyalar més tard un informe al primer ministre Edward Heath, Whitelaw "va trobar molt desagradable l'experiència de reunir-se i parlar amb el senyor Mac Stíofáin". Mac Stíofáin va dir que Whitelaw tenia una façana dura el principi, però al cap d'un parell de minuts la va abandonar i es va mostrar com un astut operador polític; també va assenyalar que Whitelaw era un dels pocs anglesos que pronuncià correctament el seu nom.
Després de les negociacions sense èxit, Mac Stíofáin va ordenar intensificar la campanya de l'IRA, que va arribar al seu màxim el 21 de juliol de 1972, o el divendres sagnant, quan l'IRA va detonar 22 cotxes bomba en menys de dues hores a Belfast, que van matar nou persones i en van ferir 130. En les seves memòries, Mac Stíofáin va descriure l'operació com "una ofensiva de sabotatge planejada" destinada a demostrar que l'IRA era capaç de col·locar un gran nombre de bombes alhora.
En una reunió entre Heath i el Taoiseach irlandès Jack Lynch a Múnic el 4 de setembre de 1972, el primer va preguntar al segon si es podia detenir a Mac Stíofáin. En resposta, Lynch va dir que no podia, ja que les proves contra ell eren febles i tenia un alt grau de suport públic.
El 19 de novembre de 1972 es va emetre una controvertida entrevista amb Mac Stíofáin al programa de ràdio RTÉ This Week. Va ser arrestat el mateix dia i l'entrevista es va utilitzar posteriorment com a prova contra ell en un judici per membres de l'IRA i el 25 de novembre va ser condemnat a sis mesos de presó pel Tribunal Penal Especial de Dublín. Les conseqüències polítiques derivades de l'entrevista van ser considerables i alguns dies després, el ministre de Fianna Fáil, Gerry Collins, va acomiadar tota la cúpula de RTÉ.
Empresonat a la presó de Curragh, Mac Stíofáin va iniciar immediatament una vaga de fam i set. Va ser traslladat a l'Hospital Mater de Dublín, des d’on una unitat de l’IRA, inclosos dos membres disfressats de sacerdots, va intentar sense èxit alliberar-lo el 26 de novembre de 1972. Després d'això, va ser traslladat a l'Hospital Militar de Curragh, al comtat de Kildare. Va acabar la vaga de set el 28 de novembre. La seva vaga de fam va provocar escenes tumultuoses a Dublín i protestes davant l’Hospital Mater, on va ser visitat per l’aleshores arquebisbe catòlic de Dublín, Dermot Ryan, i el seu predecessor, John Charles McQuaid.
Després de 57 dies, el Consell de l'Exèrcit de l'IRA va ordenar-li que abandonés la protesta, ja que podia "desacreditar l'IRA". Alguns han informat que alguns membres del consell Ruairí Ó Brádaigh i Dáithí Ó Conaill van ordenar que deixés la vaga. Tot i això, Ó Brádaigh, en aquell moment, també havia estat arrestat. De fet, quan va ser traslladat a l’Hivernacle del Curragh, Ó Brádaigh li va donar la benvinguda.
Després de seguir procediment estàndard, Mac Stíofáin va perdre el seu rang en ser arrestat i mai més no va recuperar la seva influència dins de l'IRA després de la seva llibertat l'abril de 1973.

## Vida posterior
Després va ser apartat i va rebre una feina de director de distribució i articulista a temps parcial del diari Sinn Féin, An Phoblacht, a finals dels anys setanta. Va renunciar al partit el 1982 després d'un desacord sobre l'estratègia a l'Ardfheis, quan una majoria es va oposar a la política d'Éire Nua, que preveia l'establiment de governs regionals a cadascuna de les quatre províncies tradicionals de l'illa.
A finals de la dècada de 1970 es va reunir amb representants del Consell de l'Exèrcit de l'Irish National Liberation Army que estaven interessats a convertir-lo en cap de l'Estat Major d'aquest moviment, però mai no va arribar a cap acord.
El març de 1983 Mac Stíofáin va apel·lar a l'IRA perquè declarés l'alto el foc.
A les dècades dels vuitanta i dels noranta, Mac Stíofáin esdevingué actiu en la Lliga Gaèlica (Conradh na Gaeilge), una l'organització en defensa de la llengua irlandesa. L'any 1993 se celebrà al Carrer O'Connel de Dublín la celebració del centenari de l'organització i Mac Stíofáin fou un convidat d'honor a l'escenari. Va romandre membre del comitè permanent (Coiste Gnó) de la Lliga Gaèlica fins a la seva mort. Va viure al Gaeltacht del comtat de Meath on els visitants que arribaven a casa seva van ser rebuts a la porta principal amb una estora que deia Labhair Gaeilge Anseo ("Parla irlandès aquí").

## Mort
El 1993, Mac Stíofáin va patir un ictus. El 18 de maig de 2001 va morir a l'Hospital Nostra Senyora de Navan, al comtat de Meath, després d'una llarga malaltia als setanta-tres anys. Està enterrat al cementiri catòlic de Santa Maria, a Navan.
Malgrat la seva carrera polèmica a l'IRA, molts dels seus camarades anteriors (i rivals) li van retre homenatge després que la seva mort. Ruairí Ó Brádaigh, que va assistir al funeral, s'hi va referir com un "dirigent de l'IRA excepcional durant un període crucial en història irlandesa" i com a l'"home per la feina" com a primer cap de l'Estat Major de l'IRA Provisional. Gerry Adams i Martin McGuinness també hi va assistir. En el seu discurs, Ita Ní Chionnaigh de la Lliga Gaèlica (Conradh na Gaeilge), la bandera del qual cobria el taüt, va criticar la "difamació" de Mac Stíofáin per part de la "premsa sensacionalista" i el va elogiar com un home que havia estat "interessat en els drets dels homes i les dones i les persones d'arreu del món que eren oprimides, incloent-hi els parlants d'Irlandès a Irlanda, qui també eren oprimits".